# Wireless Metropolitan Area Network

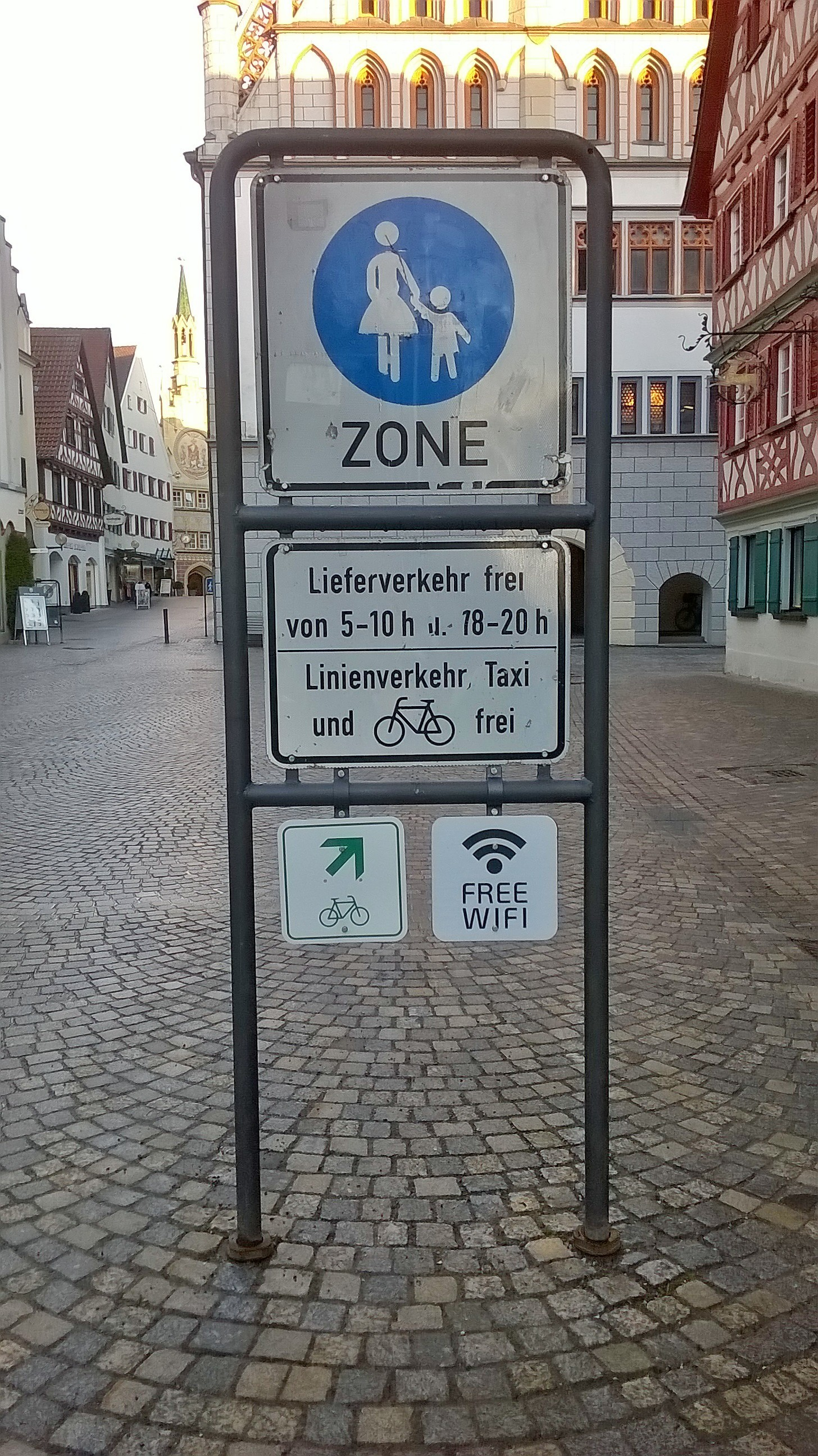
Hinweisschild auf das Wireless Metropolitan Area Network in Bad Waldsee (unten rechts)

Wireless Metropolitan Area Network (WMAN) bezeichnet ein größeres regionales Funknetz, das aus mehreren Zugriffsknoten besteht und sich z. B. über einen oder mehrere Stadtteile, eine ganze Stadt oder eine Region erstrecken kann. Es ist größer als ein WLAN, da es nicht aus einem einzigen WLAN-Hotspot besteht, sondern ganze WLAN-Hotzones mit vielen Zugriffspunkten an verschiedenen Standorten bildet, die im Verbund miteinander arbeiten, um den daran angeschlossenen WLAN-Nutzern eine optimale Funknetzanbindung zu ermöglichen. WMANs sind logistisch sehr ähnlich strukturiert wie die Mobilfunknetze zum Telefonieren. Den oder die Betreiber eines WMAN nennt man „Wireless Internet Service Provider“ (WISP), vorausgesetzt diese bieten auch ein oder mehrere Internetgateways an.
Viele solcher WMANs sind in den letzten Jahren weltweit entstanden, um den Bürgern einen schnellen Internetzugang anzubieten. Sie sind oft die einzige Alternative im Nordosten Deutschlands, wo bis heute vielfach wegen des verlegten Glasfaserkabels keine DSL-Angebote (wofür ein Kupferkabel nötig ist) verfügbar sind.

## Technik
Durch den drastischen Preisverfall der benötigten Hardware in den letzten Jahren sind sie fast immer im Standard IEEE 802.11 realisiert.
Ein anderer, speziell für derlei Anwendungen entwickelter Standard ist IEEE 802.16, bekannt als WiMAX.
In WMANs kommen häufig sogenannte Wireless Bridges mit Direktverbindung (Point-to-Point, PtP), oder Point-to-Multipoint (PtMP)-Verbindungen zum Einsatz, um die verschiedenen lokalen Netze (LAN) per WLAN miteinander zu verbinden – quasi eine Funkstandleitung. Auch Netztechniken wie VPN und VLAN kommen in WMANs häufig zum Einsatz. In kürzerer Zeit werden verstärkt Access Points mit WDS-Technologie (Wireless Distribution System) eingesetzt, die dann zeitgleich als Access Point und als Wireless Bridge arbeiten können. Durch den Einsatz verschiedener Funknetzwerktechniken können WMANs mitunter höchst komplexe Eigenschaften und Strukturen haben.

## Beispiele
Ein Beispiel für ein WMAN ist das Würmtal Wireless Network in der Region Würmtal, am südwestlichen Stadtrand der bayrischen Landeshauptstadt München. Das Würmtal Wireless Network ist eine der ältesten Funknetzinfrastrukturen in Deutschland und mit derzeit über 80 Netzknoten, verteilt in den drei Landkreisen München, Starnberg und Fürstenfeldbruck, auch eines der größten WMANs in Deutschland mit einer dezentral aufgebauten, autarken Netzwerkinfrastruktur nach dem Prinzip des Internets. Dennoch ist das Würmtal Wireless Network kein vermaschtes Netz.